# Estación Ikeshita
La estación Ikeshita (池下駅 Ikeshita-eki?) de la Línea Higashiyama, es operada por el Buró de transporte de la ciudad de Nagoya, y está identificada como H-14. Se encuentra ubicada en el barrio de Kakuōzantōri, Chikusa, en la ciudad de Nagoya, prefectura de Aichi, Japón. La estación abrió el 15 de junio de 1960. 
Presenta una tipología de andenes laterales, y cuenta con 2 accesos, como así también escaleras mecánicas y ascensor.

## Otros medios
- Bus de Nagoya
  - Líneas: 1, 11 y 12.

## Sitios de interés
- Municipalidad de Chikusa
- Centro de salud municipal
- Oficina de Vialidad Nacional de Aichi
- Comisaría de Chikusa
- Museo de arte Furukawa
- Escuela primaria Takami
- Jardín central de Nagoya

## Imágenes

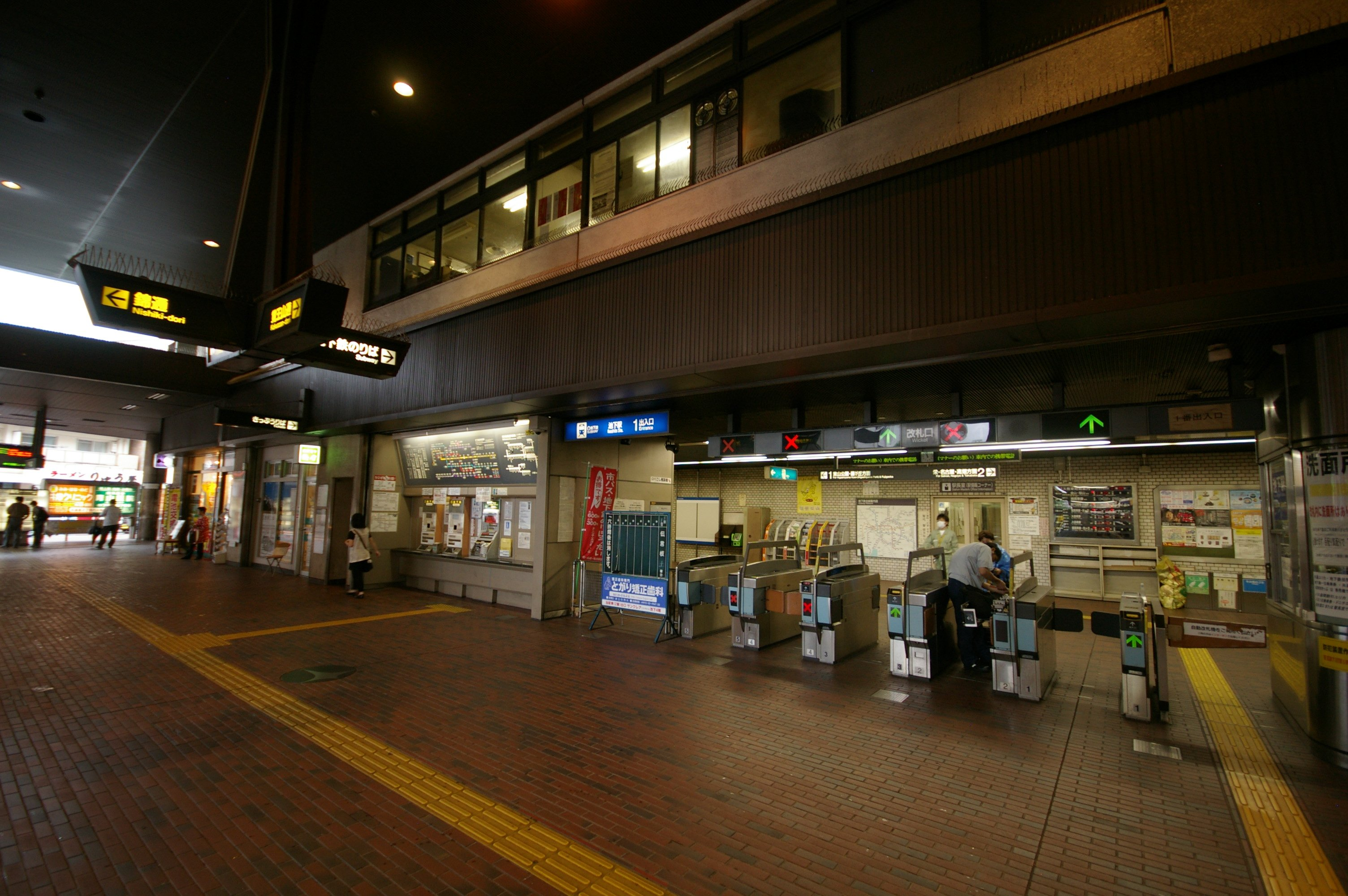
Molinetes.
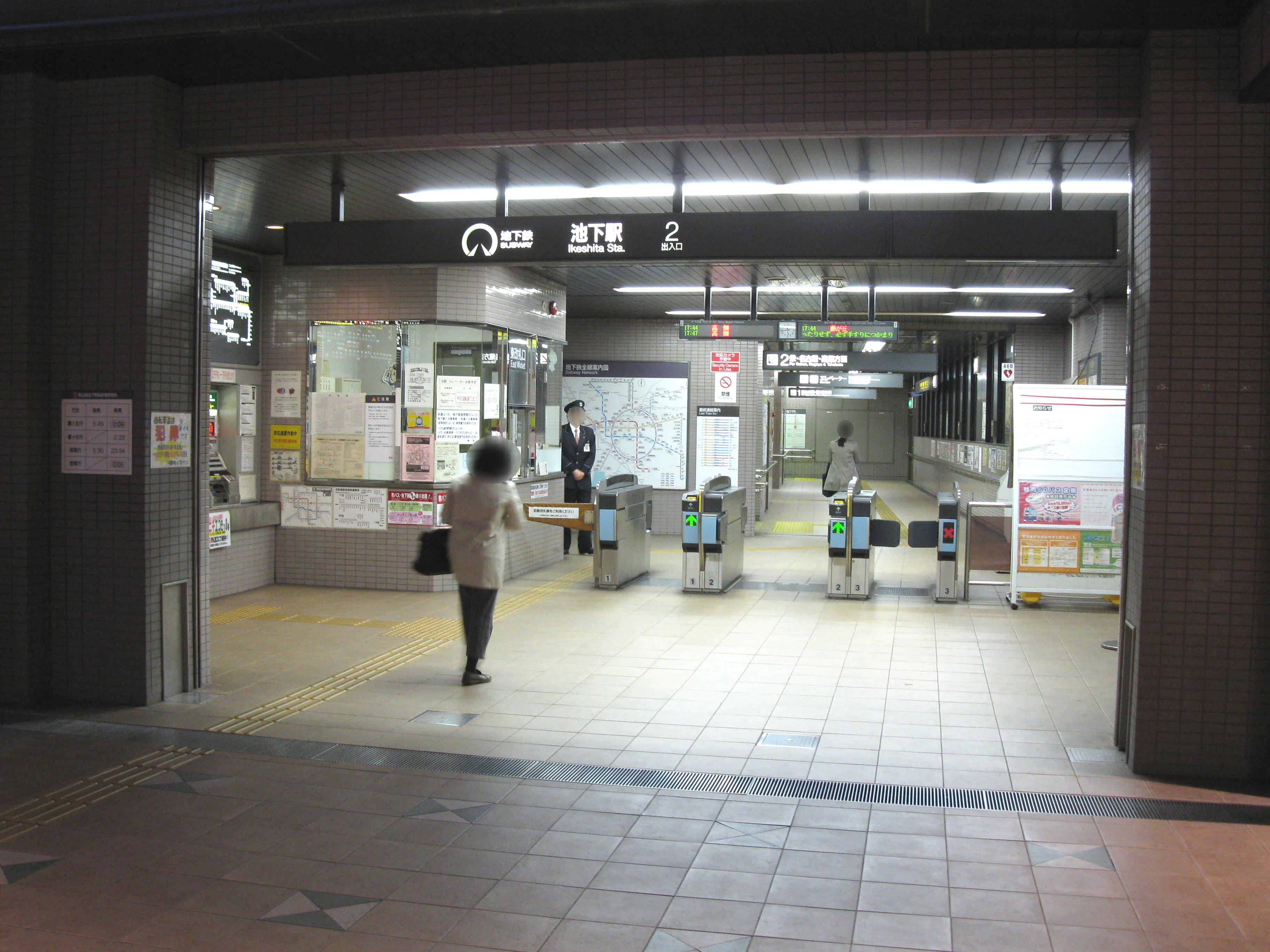
Acceso N° 2.